# Война короля Вильгельма
Война короля Вильгельма (англ. King William's War) или Первая межколониальная война (фр. Première guerre intercoloniale) — боевые действия в Северной Америке, проходившие в 1689—1697 годах во время войны Аугсбургской лиги. Первый из франко-английских конфликтов в Северной Америке. Название «Война короля Вильгельма» используется в англоязычной литературе — по имени правившего тогда в Англии короля Вильгельма III.

## Причины войны
В конце 1688 года во время «Славной революции» в Англии был свергнут король-католик Яков II, и на трон сел голландец-протестант Вильгельм III Оранский. Французский король Людовик XIV принял у себя бежавшего из Англии Якова II и не признал Вильгельма III, поэтому в 1689 году Англия и Нидерланды присоединились к антифранцузской Аугсбургской лиге.
В начале войны английских поселенцев с северной Америке было более 154 000 человек, что превосходило численность французов в соотношении 12 к 1. Однако они были разделены на несколько колоний вдоль Атлантического побережья, которые не смогли эффективно сотрудничать. В 1689 году население Новой Франции составляло 14 000 человек. Хотя французов было значительно меньше по численности, они были более едины политически и имели большое количество взрослых мужчин, имеющих военный опыт. К этому времени на англо-французской границе в Северной Америке уже царила напряжённость, так как в 1688 году сэр Эдмунд Эндрос — губернатор английского доминиона Новая Англия — организовал рейд против французских поселенцев, осевших в устье реки Пенобскот. В 1689 году, когда вести о революции достигли Бостона, началось Бостонское восстание и Эндрос был смещён восставшими пуританами.

## Ход боевых действий
В июне 1689 года несколько сотен индейцев из племён абенаки и пеннакуки совершили набег на Довер, убив свыше 20 человек и захватив 29, которые были проданы во французскую колонию Новая Франция. В августе 1689 года Жан-Винсен д’Аббади де Сан-Кастин, чей дом был разграблен в ходе рейда губернатора Эндроса в 1688 году (сейчас в этом месте находится город Кастин, названный в честь Жан-Винсена), повёл отряд индейцев племени абенаки в набег на Пемаквид (нынешний Бристоль в штате Мэн). В ответ Бенджамин Чёрч организовал набег на территорию, которая в настоящее время входит в штат Мэн.
В августе 1689 года, ещё до того, как в Новой Франции узнали о начале войны, 1.500 ирокезов атаковали поселение Лашин (ныне — пригород Монреаля). В ответ граф де Фронтенак атаковал ирокезскую деревню Онондага. Затем французы и их союзники-индейцы атаковали английские пограничные поселения. Англичане сумели взять столицу Акадии — Пор-Рояль — и отправились на штурм столицы Новой Франции, но потерпели поражение в битве при Квебеке. Французы атаковали захваченное англичанами побережье и отбили Порт-Рояль.
Квебекская экспедиция была последним крупным событием Войны короля Вильгельма, оставшееся время английские колонисты занимались лишь обороной и мелкими вылазками. Из-за слабости англичан пострадали их союзники-ирокезы, так как в 1693 и 1696 годах, при полной пассивности английских поселенцев, французы и их индейские союзники разграбили ирокезские поселения и уничтожили урожай. После подписания мира в 1697 году брошенные англичанами ирокезы оставались в состоянии войны с Францией до 1701 года, когда был подписан Великий монреальский мир.

## Результаты
Риквикский мирный договор 1697 года вернул границу в Северной Америке к состоянию Status quo ante bellum. Мир не продлился долго и уже через 5 лет началась Война королевы Анны, но ирокезы, заключив договор с Францией в 1701 году не приняли участия в новом конфликте. Но сохранился конфликт между англичанами и индейской Вабанакской конфедерацией, и вабанаки снова присоединились к французам в ходе войны. К концу войны индейцам удалось убить более 700 англичан и захватить в плен более 250 человек.

## В художественной литературе
- Вокруг войны развивается сюжет исторического романа Артура Конан-Дойла «Изгнанники» (1893).

### Статьи
- William Thomas Morgan. The British West Indies during King William's War (1689-97) (англ.) // The Journal of Modern History. — The University of Chicago Press, 1930. — Vol. 2, iss. 3. — P. 378-409.